# Cerithiopsis flava
Cerithiopsis flava là một loài ốc biển, động vật chân bụng trong họ Cerithiopsidae, được tìm thấy ở Biển Caribe và Vịnh Mexico. Nó được mô tả bởi C. B. Adams năm 1850.

## mô tả
Chiều dài tối đa của vỏ ốc được ghi nhận là 3,8 mm.

## Môi trường sống
Độ sâu tối thiểu được ghi nhận là 11 m. Độ sâu tối đa được ghi nhận là 101 m.